# Rose Red
Rose Red è una miniserie televisiva americana del 2002, diretta da Craig R. Baxley, scritta da Stephen King ed interpretata da Nancy Travis, Matt Keeslar, Julian Sands, Kimberly J. Brown, Melanie Lynskey, Matt Ross, Emily Deschanel e Julia Campbell. Girata a Seattle, Washington, la miniserie è incentrata su una villa presumibilmente infestata situata a Seattle, Washington, chiamata Rose Red. A causa della sua lunga storia di eventi soprannaturali e tragedie inspiegabili, la casa viene investigata dalla parapsicologa Dr. Joyce Reardon e da un gruppo di sensitivi.
Originariamente concepita come un film, lo scrittore Stephen King ha lanciato l'idea per Rose Red di Steven Spielberg nel 1996, immaginandolo come un debole remake sciolta di Gli invasati di Robert Wise (che a sua volta era basato sul romanzo L'incubo di Hill House di Shirley Jackson). Nel 1999 venne realizzato un remake del film Gli invasati, dopo il quale la sceneggiatura di King è stata rivista ed espansa in una miniserie. Nello scrivere la sceneggiatura, King ha incorporato una varietà di influenze, inclusi elementi del romanzo della Jackson e della Winchester Mystery House a San Jose, in California. L'ambientazione è cambiata da Los Angeles a Seattle dopo che il team di produzione ha assicurato la Thornewood Estate a Lakewood come location per le riprese. Rose Red è stata girata nell'autunno del 2000 a Seattle e Lakewood con la fotografia principale che si è conclusa a metà dicembre. La post-produzione è durata circa sei mesi, durante i quali sono stati implementati vari effetti speciali nella serie.
L'ABC ha fornito a Rose Red una campagna di marketing da 200000 $, che comprendeva un'ampia pubblicità. Oltre agli spot televisivi, è stata lanciata una campagna elaborata per rendere reale la villa e la sua storia: incluso un falso sito web per la fittizia Beaumont University, l'università descritta nel film, così come la pubblicazione di Il diario di Ellen Rimbauer - La mia vita a Rose Red (2001), un romanzo presumibilmente scritto dal personaggio immaginario di Ellen Rimbauer, la moglie del proprietario della tenuta, ed editato dalla finta protagonista della miniserie, la dottoressa Joyce Reardon.
Rose Red è stata trasmessa negli Stati Uniti sulla ABC il 27 gennaio 2002, in esecuzione per tre notti consecutive, durante le quali ha avuto un pubblico di oltre 18,5 milioni di telespettatori.

## Trama

### Parte 1
Nel 1991, a Seattle, la giovane Annie Wheaton sta facendo il disegno di una casa mentre i suoi genitori e la sorella maggiore, Rachel, discutono fuori dalla sua stanza. Mentre la bambina disegna delle linee sulla casa nel suo disegno, alcune enormi rocce precipitano dal cielo su di casa appartenente ad una coppia di anziani il cui cane aveva morso Annie.
Dieci anni dopo, nel 2001, la dottoressa Joyce Reardon è professore alla Beaumont University e tiene lezioni sui fenomeni psichici. Kevin Bollinger, un giornalista del giornale del campus, la interroga scetticamente sulla spedizione che la donna intende compiere a Rose Red, una villa presuntamente infestata di Seattle. Il professor Carl Miller, presidente del dipartimento di Joyce, che mette in discussione la validità della dottoressa, ordina a Bollinger di seguirla e di spiare un incontro con il gruppo di sensitivi che intende portare a Rose Red. Il gruppo comprende Victor "Vic" Kandinsky, un anziano precognitivo con malattie cardiache; Pam Asbury, una giovane psicometrica; Cathy Kramer, una scrittrice automatica di mezza età; Nick Hardaway, un telepate con capacità di visione remota ed Emery Waterman, un giovane post-cognitivo. Il gruppo incontra, in un auditorium del college, Steve Rimbauer, l'ultimo discendente di Ellen e John Rimbauer, primi proprietari di Rose Red. Bollinger scatta una foto del gruppo che si tiene per mano in un cerchio e la foto insieme ad un articolo che ridicolizzano la professoressa Joyce vengono pubblicati sul giornale del campus. Il dottor Miller conduce Bollinger a Rose Red e lo incarica di scattare ulteriori foto imbarazzanti una volta che il gruppo di sensitivi sia arrivato. Il giornalista viene accolto da Sukeena alla porta d'ingresso, la quale lo informa che è atteso. Non rendendosi conto che la donna è in realtà un fantasma, Bollinger entra nella villa. Rimasto intrappolato nel solarium, viene trascinato in alto da qualcosa non visibile allo spettatore.
Vengono poi presentati i retroscena dei sensitivi Emery Waterman e Annie Wheaton. Emery Waterman è un giovane rude, sarcastico e odioso sotto il perenne controllo della sua madre prepotente, Patricia Waterman. Il pubblico scopre che Rachel Wheaton ora si prende cura di Annie Wheaton, che parla raramente e che si riferisce a Rachel come "Sorella". Il pubblico scopre anche che Joyce ha una relazione amorosa con Steve, anche se non è chiaro se lei lo ami o se lo stia semplicemente usando per ottenere l'accesso a Rose Red.

### Parte 2
Joyce e il gruppo di sensitivi, ora raggiunti da Rachel Wheaton e Annie Wheaton arrivano a Rose Red. La squadra visita la villa. Joyce e Steve sottolineano che la casa contiene molte illusioni ottiche oltre a una stanza capovolta e una biblioteca con un pavimento a specchio. Il gruppo trova il cellulare di Bollinger e Steve chiama Miller per affrontarlo per il suo tentativo di screditare il gruppo. Quella notte, Emery si risveglia a letto con il corpo morto, ma vivente, di un'attrice che è scomparsa dalla casa decenni prima; Pam sogna Kevin Bollinger morto-vivente; le sorelle Wheaton sono visitate da un fantasma sotto il letto e nell'armadio e Cathy vede qualcosa muoversi sotto il tappeto e le sue coperte. Al contempo, Pam è attirata fuori da un doppelgänger impersonante Cathy nello stagno del giardino e viene presumibilmente annegata.
La mattina dopo, quando il dottor Miller riceve il messaggio di posta vocale di Steve, che, alterato dalla casa, dice che Bollinger si è tagliato i polsi ed ha scritto il nome di Miller col suo sangue prima di morire. Il messaggio innervosisce il dottor Miller, il quale decide di recarsi anch'egli alla villa per saperne di più. Anche Patricia Waterman si reca alla villa dopo che non è più in grado di raggiungere suo figlio tramite il suo telefono cellulare. I due arrivano contemporaneamente e le loro macchine si scontrano nel viale d'accesso quando la signora Waterman sterza per evitare quello che lei crede essere la figura di suo figlio che attraversa la strada. Terrorizzata, la signora Waterman inizia a correre attraverso la boscaglia nel giardino della villa mentre chiama suo figlio. Miller, che vuole ottenere le sue informazioni sull'assicurazione, la insegue. All'interno di Rose Red, Emery sente le grida della madre, ma le congeda come un'illusione uditiva creata dalla casa.
Dall'altro lato della casa, il fantasma di Pam conduce Vic nel giardino verso uno stagno con una statua di Ellen. Lei improvvisamente scompare. Quando Vic osserva lo stagno, vede quello che crede essere il cadavere di Pam e cerca di trascinarla fuori dall'acqua. Il corpo però scompare nel nulla lasciandogli tra le mani solo la sua camicia da notte. In preda al panico, Vic corre verso la casa. Guardando dietro di sé, vede la statua di Ellen prendere vita ed ha un infarto. Vic cerca di attirare l'attenzione di Emery (che è dentro la casa), ma Emery crede che si tratti di un'apparizione e si rifiuta di aprire la finestra. Nick arriva e tenta di aprire la finestra, che però non si apre, e nemmeno riesce a rompere il vetro. Vic collassa e muore in piena vista di Emery e Nick. Nel bosco, la signora Waterman viene fermata e tramortita dal fantasma di Kevin Bollinger.

### Parte 3
Annie Wheaton scopre una casa delle bambole che è una riproduzione in miniatura di Rose Red. Mentre è in piedi su una sedia nel tentativo di raggiungere la casa delle bambole, cade e perde i sensi. Rachel Wheaton e Steve Rimbauer la vedono cadere e tentano di prestarle il primo soccorso. Nel frattempo, dall'altra parte della casa, le finestre e le porte di Rose Red si aprono misteriosamente di nuovo. Emery Waterman, rendendosi conto che le urla di sua madre non erano un'illusione, si precipita fuori a cercarla. Incontra il dottor Miller, che lo avverte di stare lontano e poi fugge. Emery insegue Miller ma non riesce a raggiungerlo e quindi torna da Rose Red. Miller, continuando a correre freneticamente attorno al terreno della casa, viene trovato e attaccato dal fantasma di Kevin Bollinger.
Emery cerca di convincere gli altri che dovrebbero andarsene tutti. Essi rifiutano ed Emery cerca di andarsene da solo ma si imbatte nei fantasmi di Pam Asbury e Deanna Petrie, la star del cinema scomparsa nella casa negli anni '40. Emery ha il potere di far scomparire le apparizioni ripetendo la frase "Non sei qui" ed evita il destino mortale di sua madre e del dottor Miller. Mentre Emery sta per lasciare Rose Red, Annie Wheaton si sveglia e attraverso la psicocinesi fa chiudere le porte della casa. La mano di Emery è sul bordo della porta d'ingresso ed alcune delle sue dita vengono tranciate di netto dalla violenta chiusura. Mentre gli altri assistono Emery, Joyce Reardon chiede ad Annie di continuare a tenere chiuse porte e finestre, promettendo di darle la casa delle bambole, se lo farà. Tuttavia, Steve scoprirà ben presto che è in grado di comunicare telepaticamente con Annie e i due iniziano a stringere amicizia.
Più tardi, Steve rivive alcuni ricordi repressi di una visita a casa con la madre ubriaca durante la quale gli apparve una spettrale Ellen Rimbauer che gli chiese di aiutarla a continuare la costruzione di Rose Red. Nel frattempo, Emery sospetta che sia Annie e non lo spirito di Rose Red a tenere la casa sigillata. Nick conferma i sospetti di Emery ed informa il gruppo che Bollinger sembrava essersi impiccato in biblioteca. Il gruppo inizia ad ipotizzare che Rose Red non sia mai stata in uno stato dormiente e che si sia potenziata grazie alla presenza di Annie e Steve (le cui abilità psichiche diventano evidenti solo quando è in casa a causa della sua connessione familiare alla proprietà). Nick giustamente indovina che Joyce ha portato i sensitivi nella casa nel tentativo di risvegliare Rose Red piuttosto che semplicemente indagare su di essa.
Emery suggerisce che Annie venga uccisa per permettere a tutti di scappare, allarmando il resto del gruppo. Mentre è in cucina, Cathy Kramer viene attaccata dalla signora Waterman che si era lì rintanata e viene salvata da Nick. I due decidono di legare la donna squilibrata e lasciarla in cucina e di non informare Emery per evitare che il giovane già instabile diventi più squilibrato. Una Sukeena spettrale fa la sua comparsa e trascina la signora Waterman nella cantina. Mentre Nick e Cathy tornano nella sala principale, la casa cambia intorno a loro ed si perdono. Improvvisamente una forma animalesca da sotto il tappeto inizia a seguirli, Nick spinge Cathy dentro una stanza e girandosi fa appena in tempo per vedere il fantasma di Ellen con fattezze animalesche che lo assale. Quando cala di nuovo il silenzio nel corridoio, Cathy esce dalla stanza ma non trova alcun segno di Nick o dell'entità. Mentre la casa continua a cambiare intorno a lei, Cathy si ritrova in soffitta. Improvvisamente sopraffatta dall'impulso di scrivere automaticamente, assiste all'omicidio di John Rimbauer da parte di Ellen e Sukeena. Steve e Rachel, nel frattempo, decidono di cercare Nick e Cathy. Trovano Cathy in soffitta, dove sta per essere attaccata da una donna morta-vivente, che Steve tuttavia riesce a gettare a terra. Il braccio rattrappito del cadavere permette loro di dedurre che si tratta della prozia scomparsa di Steven (figlia di Ellen), April Rimbauer. Improvvisamente, il cadavere di April rilascia una luce bianca brillante dalla bocca e si dissolve.
Il gruppo si riunisce nella sala principale. Emery tenta di attaccare Annie con un attizzatoio e la ragazza, usando la psicocinesi, anima un'armatura e la guida ad attaccare Emery con un'alabarda. Lo spaventa scagliando l'arma a pochi centimetri dalla sua testa, e successivamente Joyce calma entrambi. Nell'idea di comunicare direttamente con lo spirito di Rose Red imponendogli di riaprire le porte per lasciarli andare, Steve crea un legame telepatico tra Cathy e Annie, e Cathy con la scrittura automatica impone a Annie l'ordine di aprire le porte. Le porte si spalancano e le finestre scoppiano in mille pezzi. Steve, Emery, Cathy, Rachel e Annie fuggono da Rose Red, mentre Joyce, ormai completamente impazzita, rifiuta di andarsene. Il fantasma della signora Waterman salta fuori da uno specchio e tenta di trascinare Emery nel regno dello spirito di Rose Red, ma Emery, con l'aiuto di Steve e Cathy, resiste a sua madre per la prima volta nella sua vita e la signora Waterman viene risucchiata nello specchio. Dallo specchio emerge quindi Ellen Rimbauer morta-vivente, che cerca di convincere Steve a prendere in mano il martello da costruzione che gli aveva offerto anni prima, ancora bambino, per continuare l'opera di costruzione infinita della villa. Steve rifiuta e colpisce con il martello la bisnonna, che viene risucchiata nello specchio. Nell'uscire dalla casa, il gruppo viene inseguito dal fantasma di Ellen Rimbauer nella sua forma animalesca, ma Annie le chiude la porta d'ingresso in faccia. All'interno della casa, Joyce decide improvvisamente di andarsene ma si rende conto che è troppo tardi per lei: è circondata dai fantasmi di Rose Red (Nick, Pam, Vic, la signora Waterman, Miller, Bollinger, Sukeena e Deanna Petrie) e viene da essi uccisa. I sopravvissuti fuggono alle loro macchine mentre Annie fa piombare massi su Rose Red, inferendo alla casa gravi danni.
Sei mesi dopo, i sopravvissuti visitano Rose Red poco prima che essa venga demolita e prestano il loro ultimo saluto alle persone morte nella casa posando rose rosse di fronte all'ingresso. Dalla finestra della torre, i fantasmi di Ellen, Sukeena e Joyce osservano i sopravvissuti allontanarsi e infine si dissolvono.

## Produzione

### Concezione
L'autore Stephen King aveva sempre voluto scrivere una sceneggiatura su una casa infestata, essendo stato ispirato da una presunta casa stregata nella sua città natale di Durham, Maine. King originariamente lanciò l'idea di Rose Red a Steven Spielberg come film nel 1996, in parte un remake del film Gli invasati del 1963. Il progetto è andato in turnaround ed una sceneggiatura completa è stata scritta, ma Spielberg voleva che ci fossero più brividi e sequenze d'azione mentre King voleva più orrore. King e Spielberg si accordarono reciprocamente per accantonare il progetto dopo diversi anni di lavoro, e King riacquistò i diritti sulla sceneggiatura. King ritornò al progetto nel 1999, completò una sceneggiatura riveduta e lanciò senza successo la sceneggiatura al regista Mick Garris (con il quale King aveva lavorato al film del 1992 I sonnambuli, alla miniserie televisiva del 1994 L'ombra dello scorpione e alla miniserie del 1997 Shining). King ha poi proposto il progetto venerdì 18 giugno 1999, al produttore Mark Carliner (con il quale King ha lavorato a due miniserie, Shining e La tempesta del secolo del 1999). Carliner accettò di produrre la sceneggiatura come un film, e King accettò di iniziare le revisioni degli script lunedì 21 giugno. Purtroppo, King fu investito da un'auto mentre camminava su una strada vicino a casa sua, sabato 19 giugno 1999.

### Scrittura

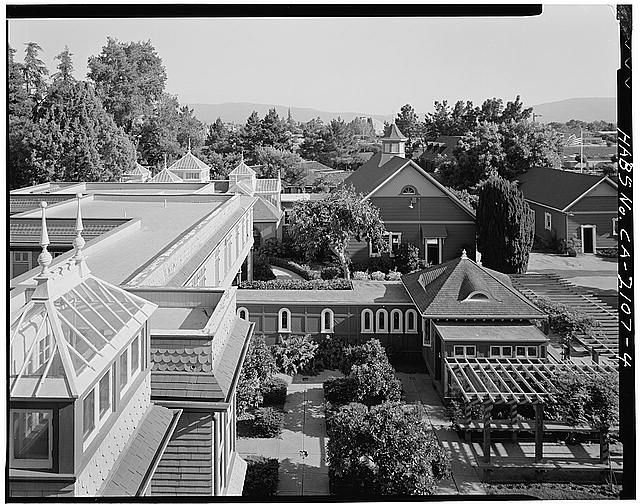
La Winchester Mystery House stata d'ispirazione per King mentre scriveva Rose Red

Dopo un intervento chirurgico e un mese di recupero in ospedale, King è tornato a casa ed ha completato i lavori sulla sceneggiatura di Rose Red il mese successivo, rifacendo il progetto come miniserie televisiva.
King basò in parte il suo concetto per Rose Red sulla Winchester Mystery House a San Jose, California, ma aggiunse il concetto che la casa potesse apparire più grande e diversa all'interno, anche se sembrava la stessa dall'esterno. Inizialmente l'azione era ambientata a Los Angeles, California, e la squadra di produzione ha esplorato la Winchester Mystery House come possibile location per le riprese. Sebbene il progetto non fosse più destinato ad essere un adattamento de L'incubo di Hill House, la sceneggiatura ha continuato a prendere a prestito pesantemente dal romanzo di Shirley Jackson. Il team di ricercatori assomiglia molto a quello assemblato nel romanzo di Jackson, e la pioggia di rocce è identica a quella descritta nella storia di Jackson.
La pre-produzione è iniziata nel luglio 2000. Dopo una ricerca durata cinque mesi, i produttori hanno scoperto Thornewood Castle a Lakewood, Washington, e hanno ottenuto il permesso di usare la villa come facciata di Rose Red. King successivamente ha riscritto elementi di sceneggiatura ed ha impostato l'azione a Seattle, Washington, per accogliere il cambiamento. La produzione ha pagato 500000 $ per far sì che molte delle stanze al primo piano di Thornewood siano state ripristinate allo stato di inizio XX secolo per le riprese della miniserie. All'epoca, il piano principale della casa era stato parzialmente trasformato in appartamenti. Alberi morti ed edera morta furono usati per far sembrare abbandonato Thornewood.

### Riprese e post-produzione
Il team di produzione comprendeva i produttori Carliner, Thomas H. Brodek e Robert F. Phillips; il regista Craig R. Baxley; lo scenografo Craig Stearns; e il supervisore agli effetti visivi Stuart Robertson (che ha vinto l'Oscar ai migliori effetti speciali per il suo lavoro nel film del 1997 Al di là dei sogni). Questi individui e altri avevano lavorato a La tempesta perfetta due anni prima.
Le riprese di Rose Red sono iniziate il 22 agosto 2000 e si sono concluse a metà dicembre del 2000 nell'area metropolitana di Seattle. Il budget per la miniserie era leggermente superiore ai 35 milioni di dollari. I set interni furono costruiti tra maggio ed ottobre 2000 in tre ex hangar per aerei presso la base navale abbandonata di Sand Point Naval Base a Seattle. Più di 200 000 piedi quadri (19 000 m²) di set interni sono stati costruiti. Il set più grande conteneva una versione in scala della grande hall di Rose Red, tra cui un camino, colonne, scalone, sala da pranzo adiacente e porta del solarium (quest'ultima è una caratteristica ispirata al romanzo di Shirley Jackso). Due camere da letto e la sala da biliardo al Thornewood Castle sono state utilizzate per riprese in loco. L'incrocio tra la Spring Street e la Seventh Avenue di Seattle è stato utilizzato per la posizione fittizia di Rose Red; altre sedi di Seattle utilizzate nella miniserie includono una sezione di Main Street e una casa a Mount Baker (questa è la casa distrutta da una pioggia di pietre nella miniserie). La fotografia aggiuntiva si è svolta nel campus della University of Washington (standing in for Beaumont University) e nell'Arctic Building, la cui cupola interna è esposta nella biblioteca di Rose Red.
L'attore David Dukes è morto per un attacco cardiaco il 9 ottobre 2000, a Spanaway, Washington, durante le riprese di Rose Red. Doveva filmare la scena della sua morte il giorno seguente. Un sosia è stato utilizzato per le riprese del suo personaggio che attraversano il fogliame, e King ha riscritto alcune scene per presentare altri personaggi invece di Miller.
I fantasma creati dal computer creati da XFX costavano 150.000 dollari ciascuno. La post-produzione ha richiesto sei mesi e la miniserie è stata consegnata alla rete televisiva ABC all'inizio di settembre 2001.

## Distribuzione
Rose Red venne trasmesso originariamente dalla rete televisiva ABC negli Stati Uniti per tre notti, dal 27 al 29 gennaio 2002.

### Marketing
La promozione di Rose Red è stata un "evento mediatico attentamente organizzato" che ha portato alla sua uscita. Nel novembre 2001 è iniziata una campagna promozionale di 200000 $ per la miniserie. Il marketing del film ha presentato il film come basato su eventi reali.
Nel 2000, due anni prima che la miniserie andasse in onda, i produttori si sono accordati con l'autore Ridley Pearson per scrivere un romanzo tie-in, Il diario di Ellen Rimbauer: La mia vita a Rose Red, sotto lo pseudonimo "Dr. Joyce Reardon" (uno dei personaggi principali della miniserie). Il romanzo si presentava come saggistica e sosteneva di essere il vero diario di Ellen Rimbauer (moglie del costruttore di Rose Red). L'opera doveva originariamente essere un libro di architettura con foto e disegni della fittizia casa Rose Red con gli elementi soprannaturali sottilmente intessuti nel testo e nelle foto, ma Pearson (building on several references to a diary in King's script) lo ha scritto invece come il diario di Ellen Rimbauer. Ispirato al film del 1999 The Blair Witch Project, King ha avuto l'idea di presentare il romanzo come vero by having "Dr. Joyce Reardon" edit the "diary". King ha anche inserito un riferimento nella prefazione del libro che un "autore di best seller aveva trovato il diario nel Maine", in modo che i fan sarebbero stati indotti in errore nel concludere che King aveva scritto il lavoro. Il trucco ha funzionato. I fan e la stampa hanno ipotizzato per qualche tempo che Stephen King o sua moglie Tabitha King avessero scritto il libro fino a quando Pearson non si rivelò l'autore del romanzo. Il romanzo di accompagnamento è stato un successo, salendo ai vertici di diverse classifiche di bestseller. Destinato ad essere un oggetto promozionale piuttosto che un lavoro autonomo, la sua popolarità ha generato nel 2003 un film televisivo prequel di Rose Red, intitolato Il diario di Ellen Rimbauer. L'idea del romanzo tie-in fu ripetuta per il successivo progetto di Stephen King, la miniserie Kingdom Hospital. Richard Dooling, collaboratore di King in Kingdom Hospital e autore di vari episodi nella miniserie, ha pubblicato un diario di fantasia, Il diario di Eleanor Druse, nel 2004.
Un sito web fittizio per la Beaumont University (in cui il dottor Joyce Reardon, uno dei personaggi principali della miniserie, ha insegnato parapsicologia) venne creato. Esso ha fornito informazioni sulla storia di Rose Red, sullo sfondo della famiglia Rimbauer e informazioni limitate su varie sparizioni nella villa. Il sito non è più funzionante, ma può essere comunque visualizzato attraverso programmi di archiviazione web come la Wayback Machine. La campagna di marketing è stata considerata di grande successo, con molti lettori che credevano che Il diario di Ellen Rimbauer fosse reale. Il falso sito della Beaumont University fu bombardato da e-mail di fan convinti che la dottoressa Joyce Reardon, la Beaumont University e Rose Red fossero reali.

### Accoglienza critica
Rose Red, che è stato trasmesso durante le sweeps, è stato un successo con una media di 18,5 milioni di spettatori per tre notti e un voto di 8,5.
La ricezione critica della miniserie è stata mista. The New York Times lo ha definito divertente se non terribilmente originale:
Un altro critico ha osservato che, mentre la miniserie si muove in modo "efficace", lo sforzo sembra "riempito a più di quattro ore" con "esposizione inutile ... e sequenze di spettri ripetitive". Daily Variety fu più critica nei confronti della miniserie, tuttavia, sottolineando che "Tutti gli elementi che rendono una storia di King così accessibile e divertente mancano a questa produzione." Daily Variety ha elogiato la regia del regista Craig Baxley, il lavoro di macchina da presa di David Connell, gli effetti speciali e il design di produzione di Craig Stearns e la performance della giovane attrice Kimberly Brown. Ma la rivista ha concluso che la sceneggiatura era troppo lunga e "i retroscena, in particolare l'origine della casa, sono così contorti e mal concepiti, anche il miglior f/x non può salvare la giornata." La critica Laura Fries aveva critiche particolarmente severe per l'attrice Nancy Travis:
Altri critici hanno analizzato la sceneggiatura come "dumbly, numbly entertaining pastiche" e "una lotta tesa per personaggi convincenti e una trama coerente", ma hanno elogiato la produzione per il suono, gli effetti visivi, la musica e il trucco.
Comunque anche gli altri recensori hanno trovato poco da lodare nella miniserie. "Rose Red è un relitto vagante di un film ... quasi spaventoso come un berretto", ha detto il Seattle Post-Intelligencer. "...È un pablum made-for-TV, pensato per soddisfare i palati non sofisticati come i ristoranti che fanno sembrare il cibo ordinario appetitoso con menu highfalutin." USA Today si è concentrato su quella che sembrava una storia povera e un ritmo lento: "...una serie incredibilmente prevedibile di sobbalzi visti prima ... giocati a velocità eccessivamente lenta." Molti critici non erano impressionati dagli speciali effetti visivi che altri avevano trovato lodevoli. "Rose Red," ha detto il New York Daily News, "...è una storia di una casa infestata che viene raccontata così lentamente da quasi sembrare inerte. Gli effetti speciali climatici sono anche peggiori, garantendo che - se duri fino alla fine - le sole urla che farai saranno le risate." Il critico e accademico Tony Magistrale ha ritenuto che la miniserie fosse eccessivamente basata su effetti speciali tanto da risultare "opprimente", concludendo:
Il più schiacciante di tutti, ha concluso, è stata la mancanza di sviluppo del personaggio: "...ci sono pochi personaggi nella miniserie a cui teniamo - e certamente nessuno che ispiri l'immaginario eroico, come fa Wendy Torrance nella versione miniserie di Shining o Mike Anderson in La tempesta [perfetta]."

## Richiami ad altre opere
Il copione di King per Rose Red contiene riferimenti a vari personaggi tratti dalle sue altre opere: Il personaggio di Annie Wheaton è simile a un altro personaggio di Stephen King, Carrie White, il personaggio principale del primo romanzo pubblicato da King, Carrie. Da bambina, Carrie fa telecineticamente precipitare pietre sulla sua casa e Annie fa la stessa cosa sia all'inizio che alla fine della Rose Red. Allo stesso modo, l'epilogo di Carrie contiene una breve apparizione di una giovane ragazza di nome Annie che, a quanto pare, ha gli stessi poteri di Carrie.
Allo stesso modo, il personaggio di Deanna Petrie condivide il cognome del giovane protagonista Mark Petrie del romanzo di King del 1975 Le notti di Salem. Allo stesso modo, Emery Waterman condivide un nome - e molti tratti caratteriali - con Harold Emery Lauder di L'ombra dello scorpione.
Rose Red è indicata nel romanzo di King La casa del buio come uno dei luoghi in cui si verificano "slippage".
Il personaggio Pam ha il potere speciale del "Tocco". Sebbene l'abilità non sia riferita con questo nome, è lo stesso potere psichico che i personaggi di Alain Johns e Jake Chambers hanno nei romanzi de La torre nera.
Rose Red stessa assomiglia alla villa raffigurata nel racconto di Stephen King, "Ti prende a poco a poco" e ha abilità simili, inclusa la capacità di costruirsi su se stessa man mano che le persone vengono uccise all'interno delle sue sale dai fantasmi di coloro che sono morti lì.

## Differenze e contraddizioni
Il romanzo Il diario di Ellen Rimbauer fa risalire la spedizione alla villa di Rose Red come avvenuta nel 2000 o qualche tempo prima. Ma la miniserie afferma che gli eventi che mostrano la spedizione avvengono dieci anni dopo il 1991, mentre mostra anche uno dei personaggi in possesso di un conto con una dichiarazione datata nell'anno 2002.
La morte del socio di John Rimbauer avviene in modo diverso nella miniserie rispetto che nel romanzo. Nel romanzo, John trascorre ancora il suo tempo vicino alla villa, mentre nella miniserie si dice che John sia stato in Europa in quel periodo. Nel romanzo Posey, il socio di John, viene colpito da uno schioppo accidentalmente sparato dal figlio di John mentre cade sul cappio che gli ha messo intorno al collo, mentre nella miniserie il figlio di John osserva la scena mentre Posey si suicida.
Il mockumentary Unlocking Rose Red: The Diary of Ellen Rimbauer pubblicato per promuovere sia la miniserie che il romanzo afferma che l'attrice Deanna Petrie è scomparsa nel 1934 piuttosto che nel 1946, come rivelato sia nel romanzo sia nella miniserie.

## Curiosità
Stephen King compare in una scena come portapizze.

## Home media
Rose Red è stato distribuito nell'aprile del 2002 come DVD a due dischi dalla Lionsgate e Trimark Home Video.